# Ministerio de Ciencia y TIC
El Ministerio de Ciencia y TIC (MSIT 과학기술정보통신부; Hanja: 科學技術情報通信部) es un ministerio del gobierno de Corea del Sur. Sucedió al antiguo Ministerio de Ciencia, TIC y Planificación del Futuro nombrado por el gobierno de Corea del Sur en 2017.
La sede estaba originalmente en Gwacheon, Gyeonggi-do antes de trasladarse a la ciudad de Sejong en 2019 con nuevos edificios construidos en 2021.
El objetivo principal del Ministerio es establecer, supervisar y evaluar políticas tecnológicas y apoyar el desarrollo y la investigación científica. También se ocupa del desarrollo de los recursos humanos y de ayudar a la "R&S" (Investigación y Desarrollo) en la producción y consumo de energía nuclear, el Ministerio también tiene la tarea de planificar la informatización nacional, trabajar con Korea Post (Servicio Postal Nacional Coreano) y controlar las bandas de frecuencia de radio.

## Historia
El Ministerio fue creado tras una reorganización del plan gubernamental por parte de la presidenta Park Geun-hye para obtener nuevas fuentes de crecimiento económico en el área de la ciencia e informática. Actividades y objetivos El Ministerio se ocupa del proyecto de informatización nacional, para poder incluir las nuevas tecnologías en diferentes áreas, incluyendo el mercado tradicional, la agricultura y los negocios de pequeña y mediana escala. Las políticas sobre nuevos medios, como la televisión digital y los canales por satélite, también se han incluido en este Ministerio, que también se propone integrar otros 90.000 puestos de trabajo en las start-ups comerciales.
El Ministerio también es responsable de entregar el Premio de Ciencia y Tecnología de Corea, junto con la Federación Coreana de Sociedades de Ciencia y Tecnología (Corea FSTS).

## División interna
El Ministerio comprende varias divisiones, incluida la existente actualmente de control para el COVID-19 y el Apoyo a la Nueva Digitalización.
El Primer Viceministro supervisa la Oficina de Coordinación y la Oficina de Políticas de Investigación y Desarrollo; el Segundo supervisa las Oficinas de Tecnologías de la Información y Comunicaciones y de Políticas de redes; además de los dos Viceministros, hay una delegación que se encarga de la Innovación para la Ciencia y Tecnología

## Gestión de la pandemia covid-19
Desde 2017, el Ministerio ha hecho que se ofrezcan y pongan en práctica varias políticas relacionadas con el crecimiento económico e innovación en Investigación y Desarrollo, a pesar de que las últimas se enfocan principalmente en la gestión de la pandemia global de COVID-19, que ha golpeado a Corea del Sur  junto con China en los últimos meses de 2019.
En esta se trata de cómo se usaron herramientas ICT para aplanar la curva de contagios relacionados con COVID-19, como usar contactos móviles para apoyar la detección temprana de los contagios y la trazabilidad de ellos.
El gobierno proporcionó aplicaciones gratuitas que contribuyeron a alertar a los focos en áreas de riesgo y mantener a los ciudadanos alertas recordándoles las normas de distanciamiento social y seguridad a seguir. Los resultados de las pruebas se hicieron posteriormente disponibles en plataformas nacionales y locales específicas. Se utilizó un servicio de transmisión móvil para transmitir mensajes de emergencia nacionales sobre el estado de la pandemia actual, ayudando a reforzar la alerta y conciencia social en los ciudadanos.
El trabajo inteligente se puso en marcha de inmediato, para evitar el contacto en el lugar de trabajo, el gobierno coreano estableció un sitio web para informar a los trabajadores de las industrias sobre sus planes de organización de Trabajo Inteligente y capacitación a distancia. Además, se habilitaron reuniones y conferencias virtuales, para aumentar aún más las normas de distanciamiento social.
En el campo de la medicina, se desarrollaron modalidades de telemedicina gracias a la aplicación Medihere, donde los pacientes podían solicitar ayuda médica a distancia o reservar una cita con un médico en un hospital específico seleccionado por ellos. Además, se creó la aplicación Coronavirus 119, con la que los usuarios podían solicitar ayuda para cualquier síntoma de COVID-19: si los síntomas coincidían, los pacientes se conectaban directamente al 1339 para emergencias.
El gobierno coreano apoyó el uso de TIC para predecir la propagación del virus en el país, identificando datos que los científicos pueden usar para establecer una red de comunicación entre ellos, para observar la propagación macroscópica del virus y la eficacia de las medidas de respuesta a él.